# Moumina Houmed Hassan
Moumina Houmed Hassan est une femme politique djiboutienne. En mai 2016, lors d'un remaniement, elle est nommée ministre de la Femme et de la Famille dans le cabinet du Premier ministre Abdoulkader Kamil Mohamed, remplaçant Hasna Barkat Daoud.

## Biographie

### Carrière politique
Avant de rejoindre le gouvernement, Moumina Houmed Hassan est secrétaire exécutive du Secrétariat pour la réforme de l'administration publique. Au cours de son mandat, l'accent est mis sur la modernisation des textes juridiques régissant l'action administrative, l'élaboration de manuels de ressources humaines à utiliser dans les ministères et la mise en œuvre de la déclaration de service aux citoyens.

#### Ministre

##### Lutte contre la mutilation génitale féminine
En tant que ministre, Moumina Houmed Hassan élabore, en collaboration avec l'UNICEF et le FNUAP, une stratégie pour la période 2018-2022 afin de lutter contre les mutilations génitales féminines. Malgré une législation contre cette pratique, en 2012, 80 % des femmes djiboutiennes âgées de 15 à 49 ans en ont été victimes, bien qu'il y ait une tendance à la baisse. La ministre déclare que la législation à elle seule n'arrêtera pas ces mutilations. Sa stratégie appelle à une sensibilisation et une éducation accrues, en mobilisant les communautés, les chefs traditionnels, les artistes et les médias, avec le soutien de partenaires techniques et financiers. Elle plaide pour le développement de stratégies spécifiques pour faire face à la prévalence du VIH/SIDA chez les femmes dans des pays comme Djibouti, en gardant à l'esprit les normes sociales et culturelles locales.

## Vie privée
Elle est la mère de Malika Louback.